# Голицын, Борис Владимирович
Князь Бори́с Влади́мирович Голи́цын (1769—1813) — русский командир эпохи наполеоновских войн, генерал-лейтенант, владелец подмосковной усадьбы Вязёмы. Пользовался известностью в светском обществе как красавец, щёголь и танцор.

## Биография
Происходил из московской ветви князей Голицыных. Родился 6 (17) января 1769 года, сын Владимира Борисовича Голицына и Натальи Петровны, урождённой графини Чернышёвой. Брат Д. В. Голицына, С. В. Строгановой, Е. В. Апраксиной.
В 1774 году был записан в лейб-гвардии Семёновский полк сержантом. Гувернером у Бориса и его брата был француз Мишель Оливье. В 1782—1786 гг. учился в Страсбургском протестантском университете (обучался иностранным языкам, военным дисциплинам, музыке и танцам; за успехи в последних получил прозвище «Борис-Вестрис»), в 1786—1790 гг. — в Парижской военной школе. В 1786 г. заочно получил чин подпоручика.
В Страсбурге Борис и Дмитрий Голицыны жили под надзором француза Оливье, который ограничивал их досуг (долгое время не пускал на балы и в театр) и запрещал Борису заниматься литературой. В Париже контроль со стороны Оливье ослаб и братья Голицыны активно посещали светские мероприятия с участием французской аристократии. В 1786 году Борис писал Фридриху Шиллеру, предлагая ему свои произведения для публикации. В 1788 году во Франции в альманахе было опубликовано его стихотворение «L’Aurore».
Французскую революцию Голицыны встретили в Париже, продолжая вести светский образ жизни. В ходе июльского восстания в особняке, который Голицыны занимали в Париже, разместился вооруженный отряд с пушками. Борис Владимирович Голицын уехал к матери в Англию, но к зиме 1789 года вернулся в Париж. В связи с Высочайшим повелением императрицы Екатерины II о возвращении россиян из Франции братья Голицыны покинули Париж осенью 1790 года и поехали вначале в Италию. В Риме были сделаны акварельные портреты обоих братьев Голицыных. В конце 1791 года они приехали в Россию.

В 1792 году Б. В. Голицын поступил на российскую военную службу. Ротмистром участвовал в штурме Варшавы осенью 1794 года под руководством А. В. Суворова. В 1795 году он был награждён орденом Св. Георгия 4-го кл. 
за усердную службу и отличное мужество, оказанное 24-го октября при взятии приступом сильно укрепленного Варшавского предместия, именуемого Прага.

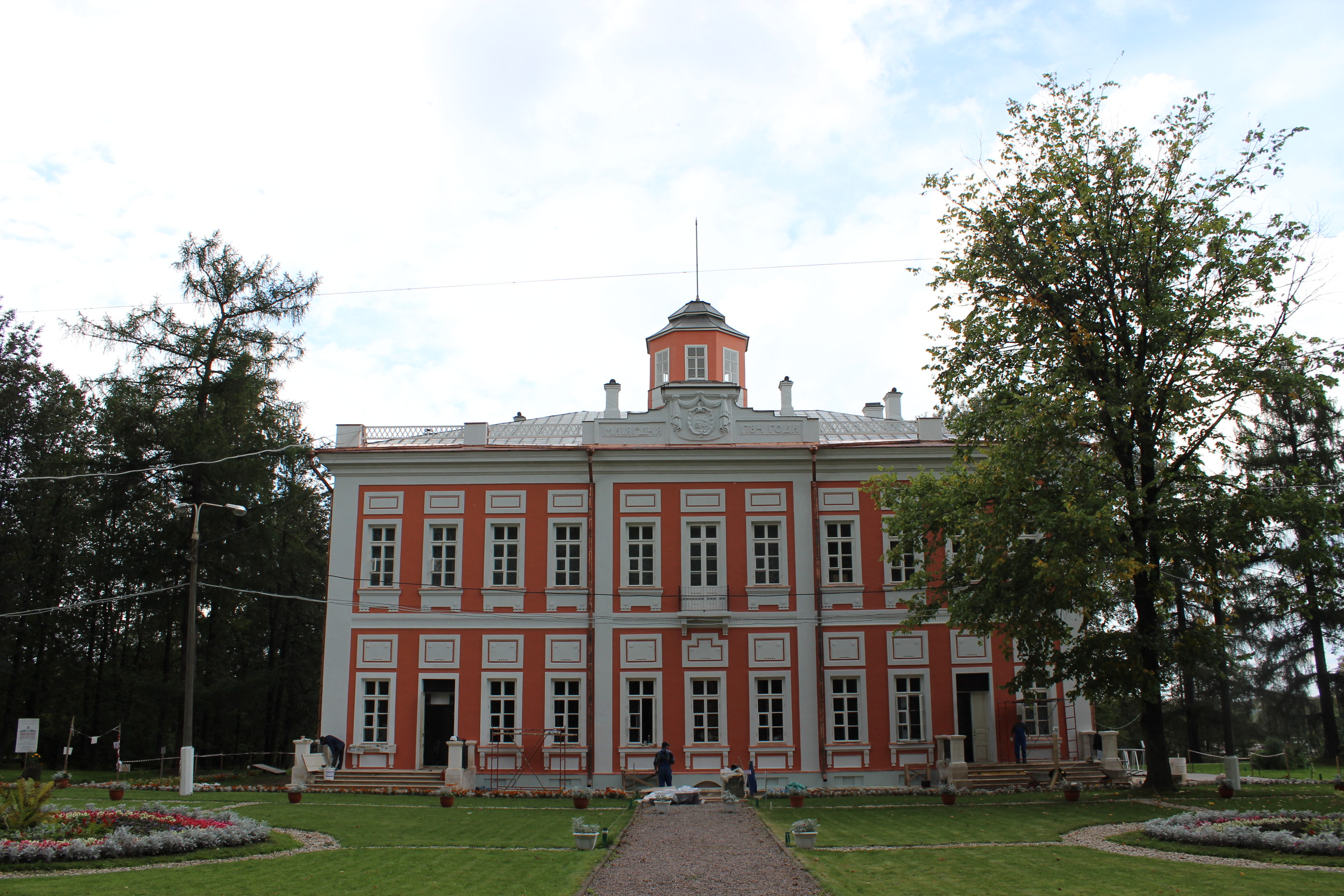
Дом Б. В. Голицына в Вязёмах

В 1796 году произведён в полковники. В генерал-майоры произведён 10 января 1798 года, с назначением шефом Санкт-Петербургского гренадерского полка. В генерал-лейтенанты пожалован 31 декабря 1799 года. В отставку уволен 24 марта 1800 года, за то, что приказал бить в барабан перед домом германского консула в Риге Тромповского так долго, что младенец Тромповского от испуга умер. После этого инцидента жил в Москве.
Возвращён на службу 26 марта 1801 года императором Александром I; 20 мая 1802 года был назначен шефом Павловского гренадерского полка, а 11 октября 1803 назначен генерал-инспектором по инфантерии Смоленской инспекции. В это время он получил в наследство усадьбу Вязёмы в Подмосковье.
Участвовал в походе 1805 года и был тяжело ранен при Аустерлице. С 7 сентября 1806 года — в отставке.

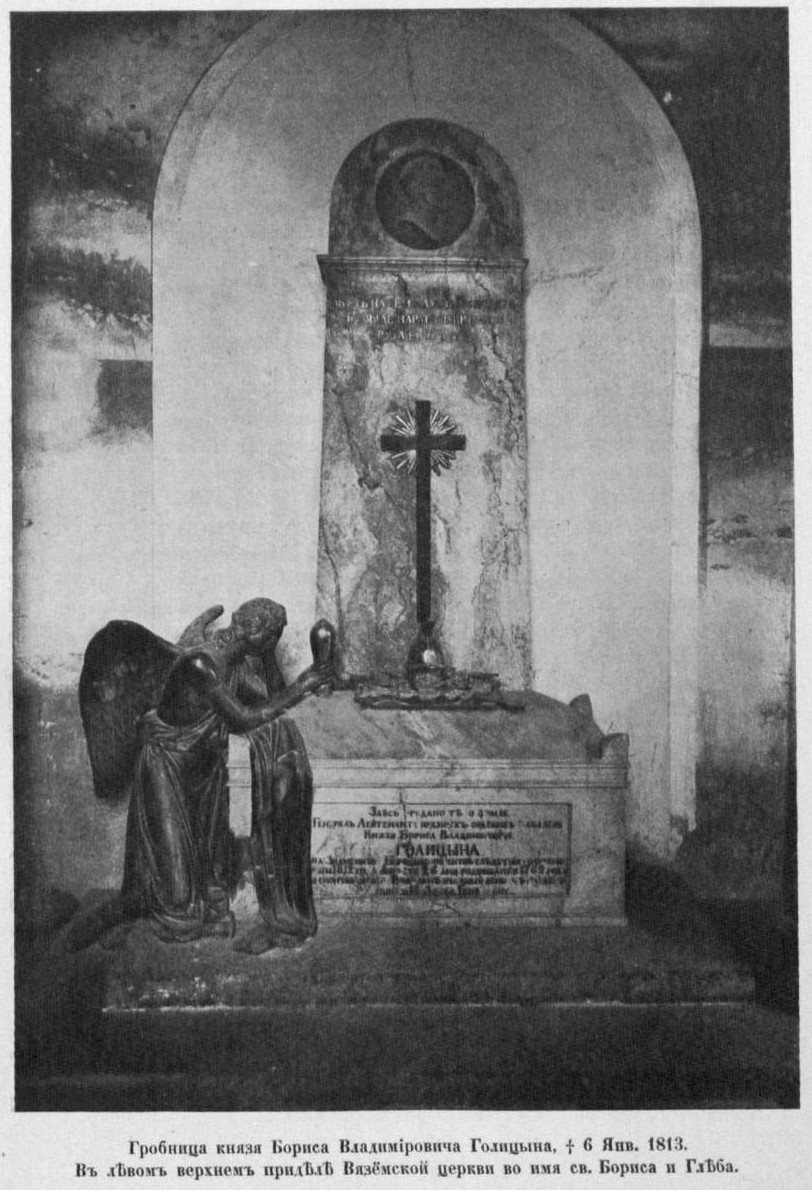
Усадьба Вязёмы. Гробница князя Б. В. Голицына. Фото около 1915 г.

По свидетельству современников, имел многосторонний талант — с ранней юности был музыкантом и прекрасным танцором, его литературные произведения «Аврора», «Диоген и Глицерий» были опубликованы в «Литературном альманахе» в 1788 году, когда автору не было ещё и двадцати лет. Ему же принадлежат первые переводы сочинений О. Голдсмита и Ф. Ларошфуко. Благодаря приятельству с Державиным он принимал участие в 1810 году в основании петербургского литературного общества «Беседа любителей русского слова», а с 1812 в его доме читались первые в России общедоступные лекции профессора Мерзлякова по литературе. Борис Владимирович считается основателем известной библиотеки и архива в усадьбе Вязёмы, где были собраны редкие издания и рукописи. Позднее, в 1879 году был составлен краткий список этого Вязёмского архива.
Он вернулся в действующую армию лишь во время Отечественной войны в августе 1812 года в звании генерал-лейтенант. Участвовал в сражении под Смоленском, Гедеоновым, был ранен в битве при Бородине (под ним было убито две лошади). Лечился во Владимире. В конце 1812 года вернулся в армию.
Так и не оправившись от раны, умер 6 (18) января 1813 года в Вильно. Был похоронен позже в левом верхнем приделе по имя Св. Бориса и Глеба Преображенского храма в Больших Вязёмах. Наверху надгробия под медальоном была выбита надпись из книги Судей: «Бысть на нем дух Господен и изыде на рать и укрепися рука его. Суд. III. 10».
В память о князе были названы построенные полвека спустя местные дачный городок и железнодорожная станция.
В 1936 году в «ободранном» виде надгробие было перевезено в Донской монастырь в Москве в усыпальницу князей Голицыных. В оригинале надпись на нём гласила:
Здесь предано тело земле генерал-лейтенанта и разных орденов кавалера князя Бориса Владимировича Голицына на знаменитой Бородинской битве следствия полученной раны августа 26 дня, родившегося 1769 года и скончавшегося в Вильне в самый день от рождения своего 1813 года генваря 6 дня.

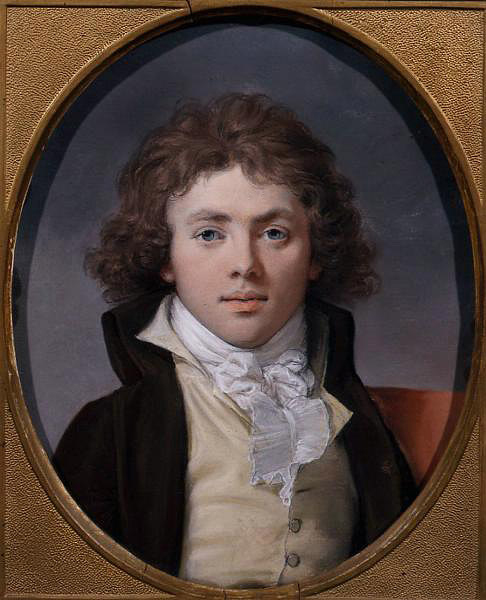
Портрет работы Хью Дугласа Гамильтона, 1791 г.
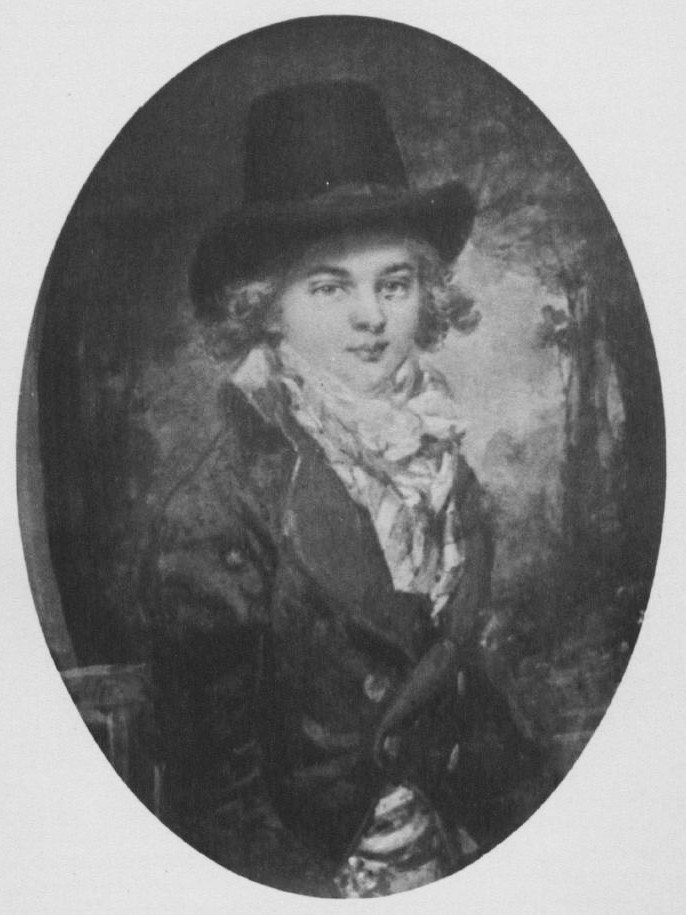
Портрет работы Августина Ритта, 1790-е гг.
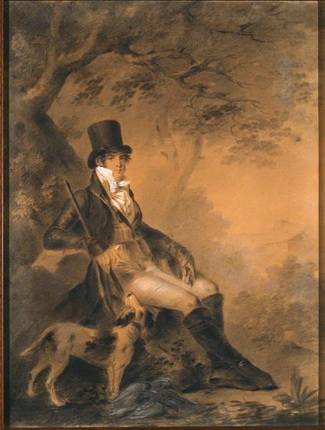
Портрет работы Александра Молинари, 1800-е гг.
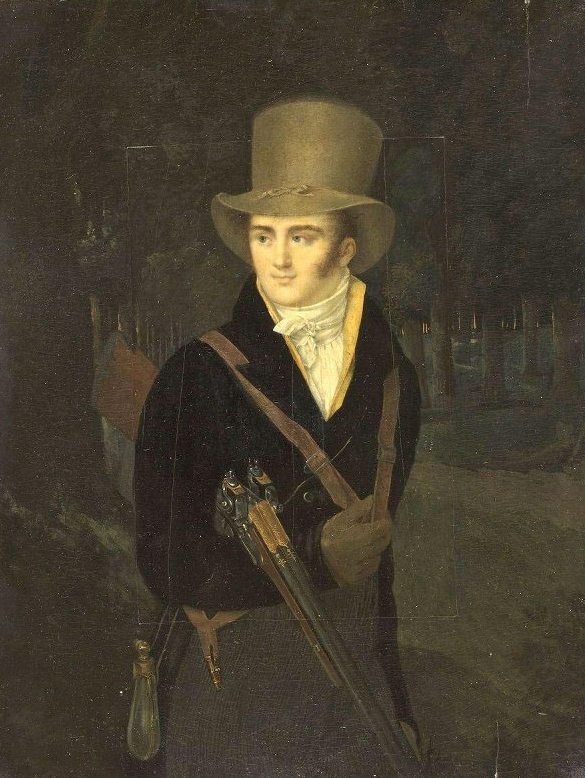
Портрет работы Жана-Батиста Изабе, до 1813 г.

## Дети
Князь Голицын был холост, но после него остались две дочери (по слухам, от цыганки) по фамилии  Зеленские. Княгиня Татьяна Васильевна Голицына, жена его брата, по доброте взяла этих сироток к себе и воспитывала, но от княгини Н. П. Голицыной, строгой матери Бориса Владимировича, существование их скрывали.
- Анна Борисовна Зеленская (15.11.1802—14.02.1835[11]), жена с 1824 года тверского гражданского губернатора А. П. Бакунина. Умерла от рака, погребена в Москве в Новодевичьем монастыре.
- Софья Борисовна Зеленская (23.08.1809—11.12.1871), жена профессора истории и словесности Московского университета С. П. Шевырёва. Погребена в Москве на Ваганьковском кладбище[6].

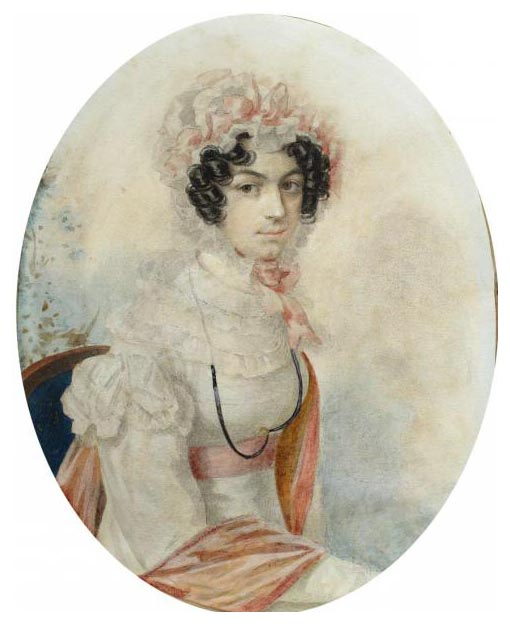
Анна Зеленская
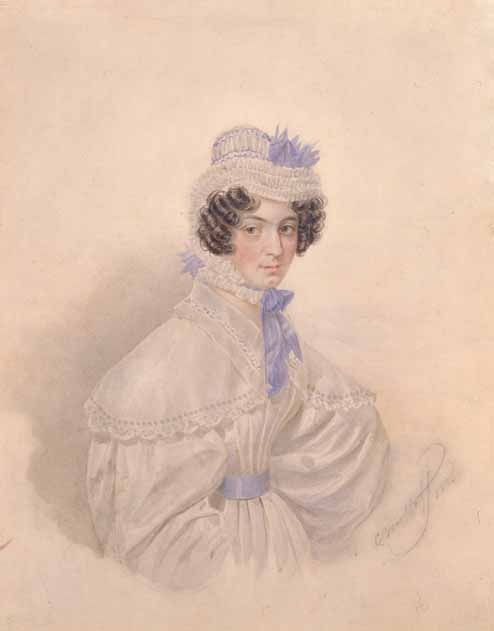
Анна Зеленская
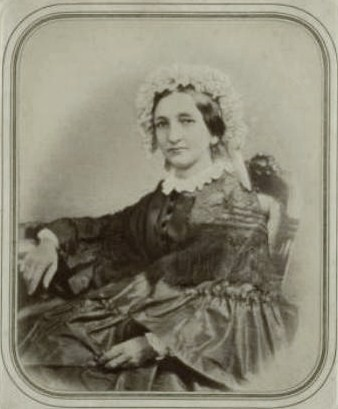
Софья Зеленская